# Lijst van Vlaamse ministers van Ruimtelijke Ordening
Dit is een lijst van ministers van Ruimtelijke Ordening in de Vlaamse regering. 

## Lijst
| Nr. | Minister | Minister                   | Partij | Partij | Begin             | Einde             | Regering(en)                       | Bevoegdheid          |
| --- | -------- | -------------------------- | ------ | ------ | ----------------- | ----------------- | ---------------------------------- | -------------------- |
| 1   |          | Paul Akkermans (1923-2007) |        | CVP    | 22 december 1981  | 10 december 1985  | Geens I                            | Ruimtelijke Ordening |
| 2   |          | Jean Pede (1927-2013)      |        | PVV    | 10 december 1985  | 3 februari 1988   | Geens II                           | Ruimtelijke Ordening |
| 3   |          | Ward Beysen (1941-2005)    |        | PVV    | 3 februari 1988   | 18 oktober 1988   | Geens III                          | Ruimtelijke Ordening |
| 4   |          | Jos Dupré (1928)           |        | CVP    | 3 februari 1988   | 18 oktober 1988   | Geens III                          | Landinrichting       |
| 5   |          | Louis Waltniel (1925-2001) |        | PVV    | 18 oktober 1988   | 8 januari 1992    | Geens IV                           | Ruimtelijke Ordening |
| 6   |          | Theo Kelchtermans (1943)   |        | CVP    | 18 oktober 1988   | 21 januari 1992   | Geens IV                           | Landinrichting       |
| 7   |          | Patrick Dewael (1955)      |        | PVV    | 8 januari 1992    | 21 januari 1992   | Geens IV                           | Ruimtelijke Ordening |
| (6) |          | Theo Kelchtermans (1943)   |        | CVP    | 21 januari 1992   | 20 juni 1995      | Van den Brande I, II III           | Ruimtelijke Ordening |
| 8   |          | Eddy Baldewijns (1945)     |        | SP     | 20 juni 1995      | 28 september 1998 | Van den Brande IV                  | Ruimtelijke Ordening |
| 9   |          | Steve Stevaert (1954-2015) |        | SP     | 28 september 1998 | 13 juli 1999      | Van den Brande IV                  | Ruimtelijke Ordening |
| 10  |          | Dirk Van Mechelen (1957)   |        | VLD    | 13 juli 1999      | 13 juli 2009      | Dewael, Somers, Leterme, Peeters I | Ruimtelijke Ordening |
| 11  |          | Philippe Muyters (1961)    |        | N-VA   | 13 juli 2009      | 25 juli 2014      | Peeters II                         | Ruimtelijke Ordening |
| 12  |          | Joke Schauvliege (1970)    |        | CD&V   | 25 juli 2014      | 5 februari 2019   | Bourgeois                          | Omgeving             |
| 13  |          | Koen Van den Heuvel (1964) |        | CD&V   | 6 februari 2019   | 2 oktober 2019    | Bourgeois, Homans                  | Omgeving             |
| 14  |          | Zuhal Demir (1980)         |        | N-VA   | 2 oktober 2019    | 30 september 2024 | Jambon                             | Omgeving             |
| 15  |          | Jo Brouns (1975)           |        | CD&V   | 30 september 2024 | heden             | Diependaele                        | Omgeving             |